# 中地熊造
中地 熊造（なかち くまぞう、1905年2月10日 - 1982年11月7日）は、昭和時代の労働運動家。全日本労働総同盟（同盟）初代会長。全日本海員組合組合長。

## 経歴
島根県海士郡海士村（現隠岐郡海士町）生まれ。1918年布施小学校高等科中退。1920年大阪に出て町工場で働いた後、1921年万世丸水夫見習を皮切りに海員生活に入る。1928年社会民衆党に入党。1933年日本海員組合に加盟。1934年日本海員組合革正同盟に加わり、1935年新日本海員組合結成に参加、大阪支部長。1945年8月海員組合創立準備会の設立を経て、同年10月全日本海員組合結成に参加。1946年8月から9月の人員整理反対闘争で主流派（右派）と中央闘争委員会派（左派）が対立し、右派の一員として実力で左派を排除。同年12月小泉秀吉組合長の要請で左派を排除した仮執行部の組織部長兼木船部長に就任。1947年海員組合副組合長。1953年4月の第3回参議院議員通常選挙に全国区から右派社会党公認で出馬したが落選。1959年2月から1966年10月まで海員組合組合長。この間、1960年の民主社会党（のちの民社党）結成に参加、中央執行委員。1962年4月全日本労働総同盟組合会議（同盟会議）結成とともに初代議長。1964年11月全日本労働総同盟（同盟）結成とともに初代会長。1965年民社党顧問。1965年11月27日から1966年1月30日に36日間に及ぶ国際海運史上最大規模の海員ストを指導した。
1968年1月同盟会長を退任、同年より顧問。1982年11月7日、肝不全のため神戸市の病院で死去、77歳。

## 人物
元宇徳専務、元商船三井常務の矢嶋三策は「海上労働の変遷」（『航海』57巻、1978年）の中で、「元組合長の中地熊造さんなども船会社を経営していたが要請されて私財を捨てて共産党と対決し戦後の海員組合再建に尽されたと聞いている。終戦後はどの産業も，一度は共産党との対決を迫られ経営者は血をはく思いをさせられてきたのであるが，海運産業に於ては海員組合がその代理戦争をつとめたということは忘れてならぬことであろう」と書いている。

## 関連文献
- 村上行示『海上労働運動夜話』（成山堂書店、1966年）
- 芳賀綏『中地熊造伝――労働界の巨星、海の男の一代記』（「中地熊造伝」刊行会、1981年）